# Chester megye (Dél-Karolina)
Chester megye az Amerikai Egyesült Államokban, azon belül Dél-Karolina államban található. Megyeszékhelye és legnagyobb városa Chester. Lakosainak száma 32 294 fő (2020. április 1.). Chester megye York, Lancaster, Fairfield és Union megyékkel határos.

## Népesség
A megye népességének változása:
| Lakosok száma | 33 122 | 32 870 | 32 615 | 32 578 | 32 267 | 32 294 |
|               | 2010   | 2011   | 2012   | 2013   | 2015   | 2020   |